# Julia Stähler
Anne Julia Stähler (* 18. November 1978 in Berlin) ist eine deutsche Physikerin und Hochschullehrerin.

## Leben
Stähler studierte von 1998 bis 2004 Physik an der Freien Universität Berlin. Nach ihrer Promotion in der Gruppe von Martin Wolf und einem Postdoc-Aufenthalt in der Gruppe von Andrea Cavalleri (University of Oxford) wurde sie 2009 Gruppenleiterin in der Abteilung Physikalische Chemie am Fritz-Haber-Institut der Max-Planck-Gesellschaft (FHI). Sie erhielt 2008 den KlarText-Preis für Wissenschaftskommunikation der Klaus Tschira Stiftung. 2015 errichtete Stähler eine unabhängige Max-Planck-Forschungsgruppe am FHI. Sie wurde 2016 mit dem Gaede-Preis der Deutschen Vakuumgesellschaft für ihre Arbeiten zur Ultrakurzzeitdynamik an Oberflächen und in Festkörpern ausgezeichnet. 2020 nahm sie den Ruf für eine Professur an der Humboldt-Universität zu Berlin für Physikalische Chemie an. 2021 wurde sie Mitglied des Integrative Research Institute for the Sciences der Humboldt-Universität.

## Forschungsschwerpunkte
Julia Stähler untersucht Nichtgleichgewichtssysteme kondensierter Materie nach Anregung durch Femtosekundenlaser. Im Zentrum ihrer Forschung stehen dabei Hybridsysteme aus organisch-anorganischen Halbleitern, die bspw. für Hybridsolarzellen genutzt werden, der Elektronentransfer an Festkörper-Molekül-Grenzflächen für Elektrochemie und Katalyse oder Moleküldynamiken. Ihre Gruppe verwendet zur Untersuchung dieser ultraschnellen Elementarprozesse verschiedene zeitaufgelöste Femtosekunden-Techniken wie zeit- und winkelaufgelöste Photoelektronenspektroskopie, kohärente Phononenspektroskopie, zeitaufgelöste Photolumineszenz-Spektroskopie (TCSPC und Photonen-Hochkonversion) sowie zeitaufgelöste elektronische Summenfrequenzspektroskopie.